# Cittarium pica
Cittarium pica är en snäckart som först beskrevs av Carl von Linné 1758.  Cittarium pica ingår i släktet Cittarium och familjen pärlemorsnäckor. Inga underarter finns listade i Catalogue of Life.

## Bildgalleri

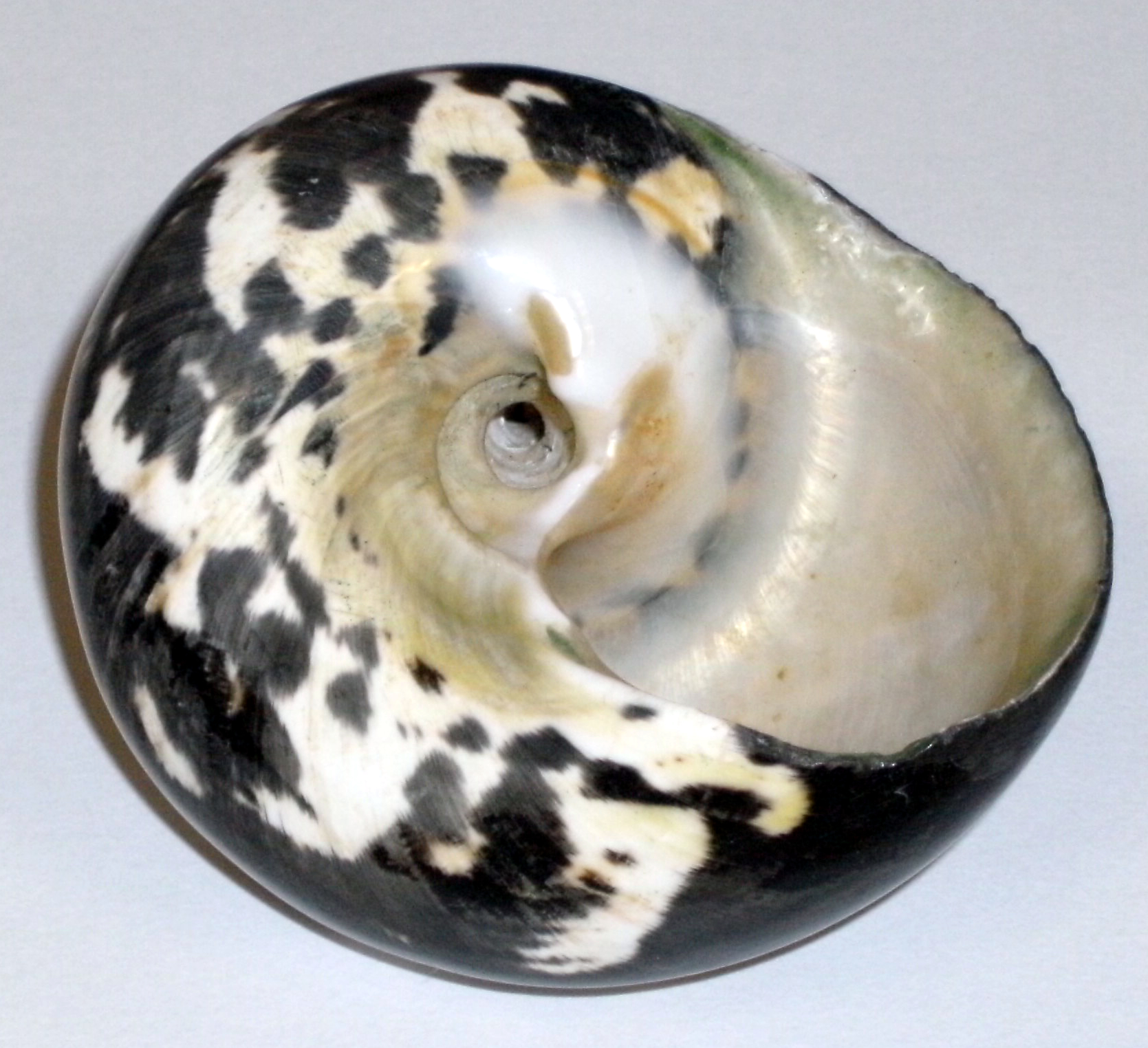
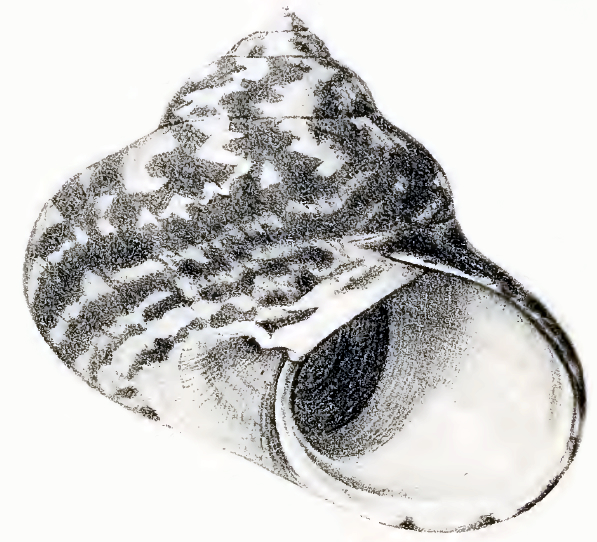
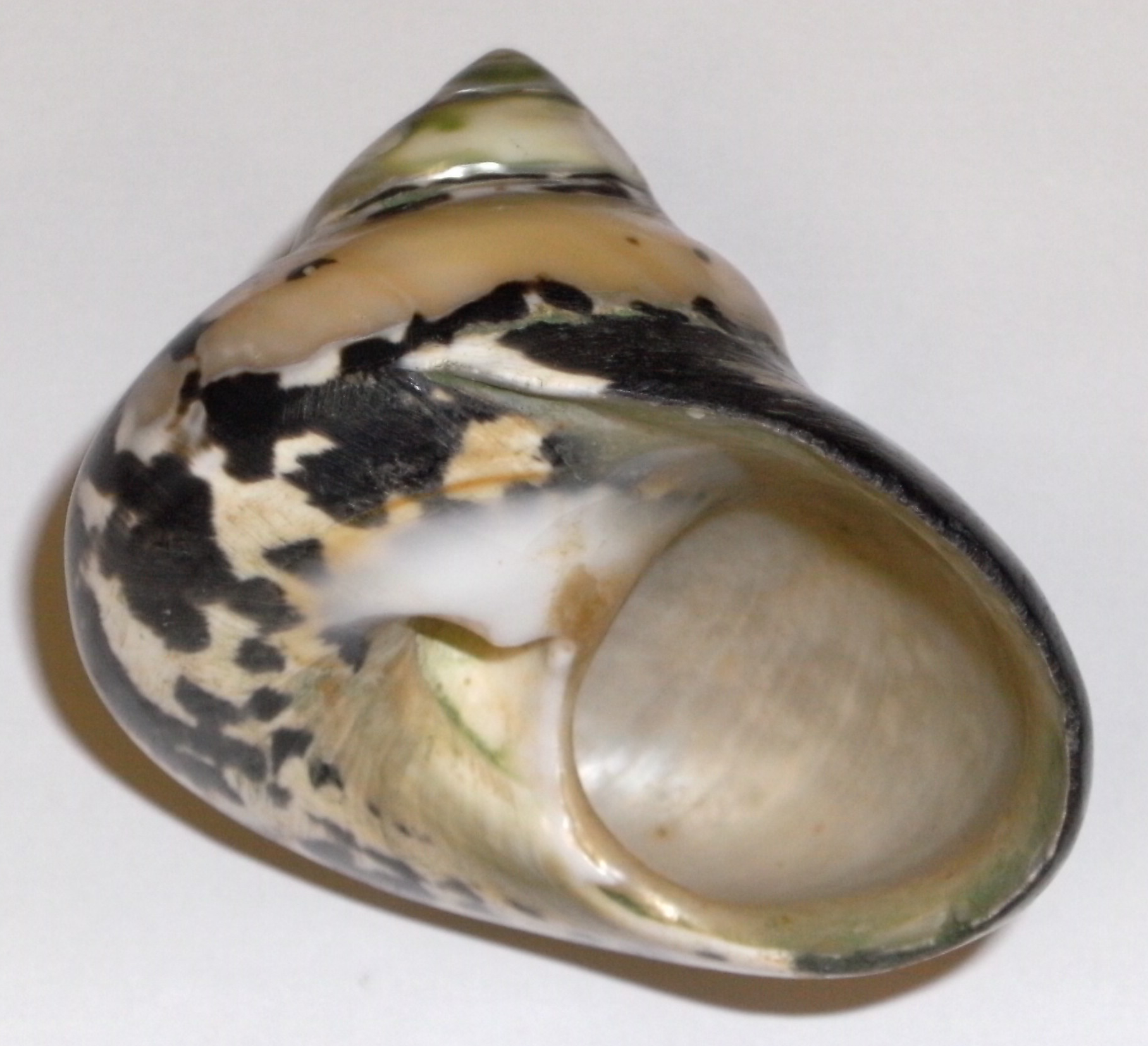
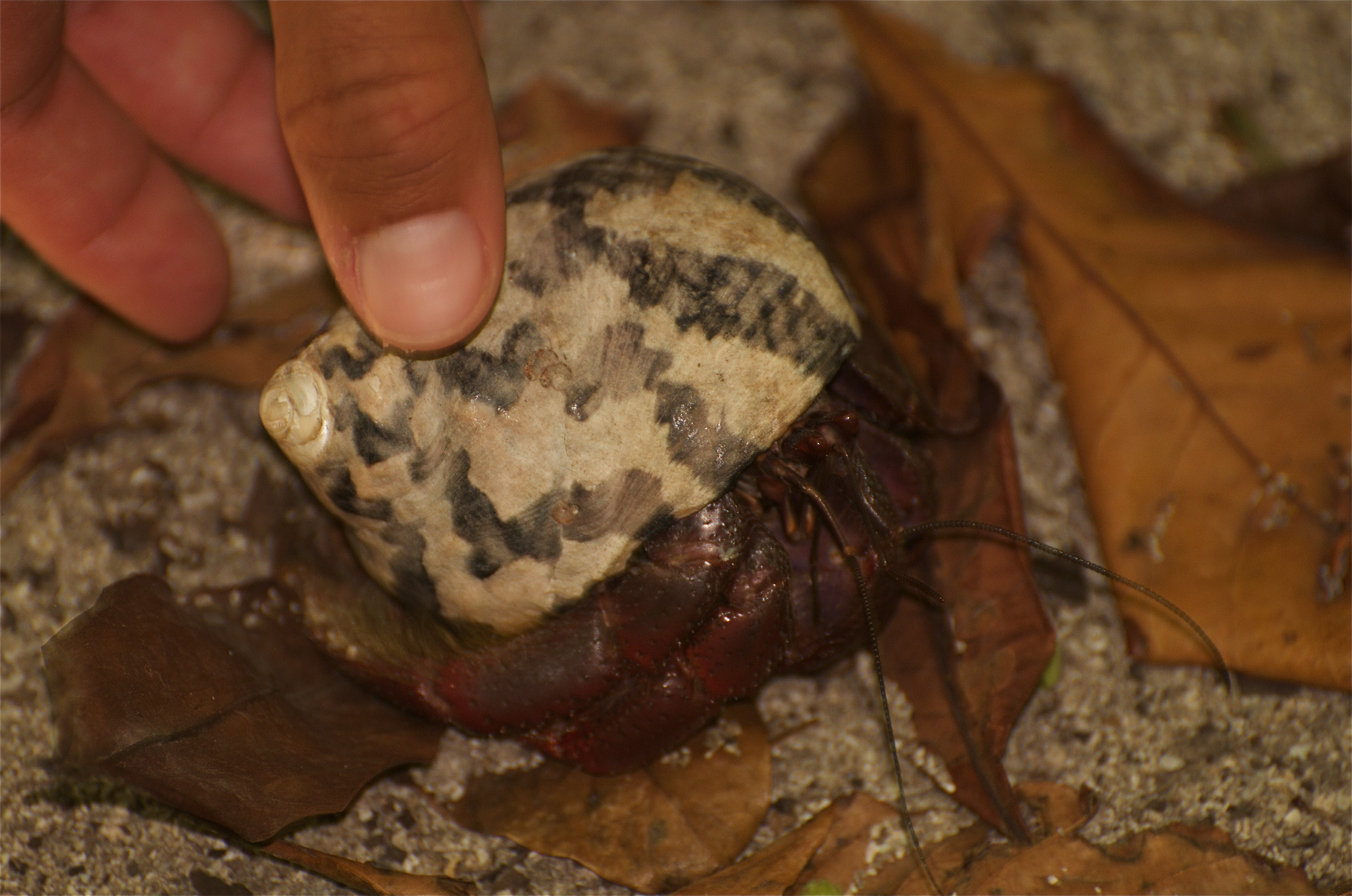
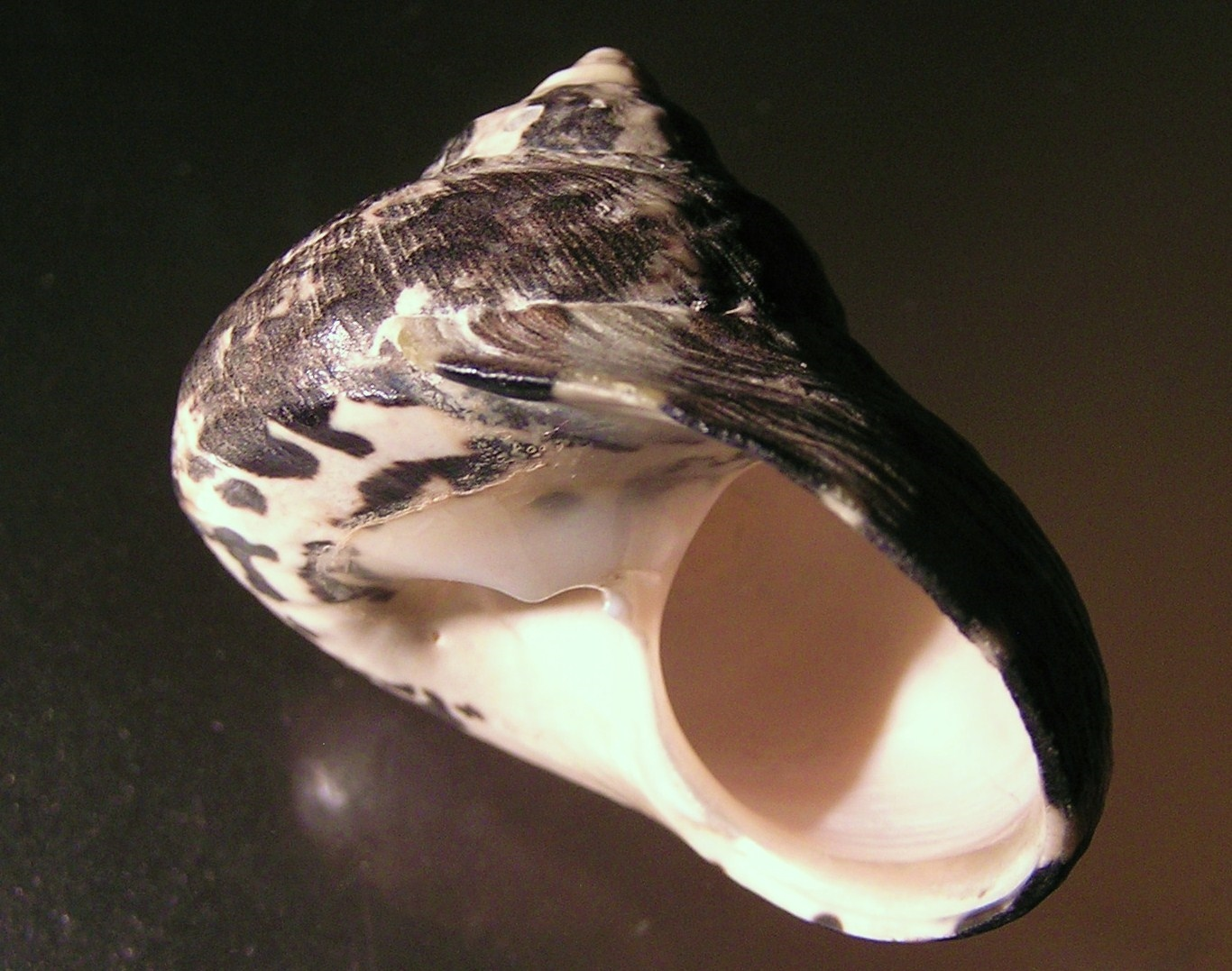
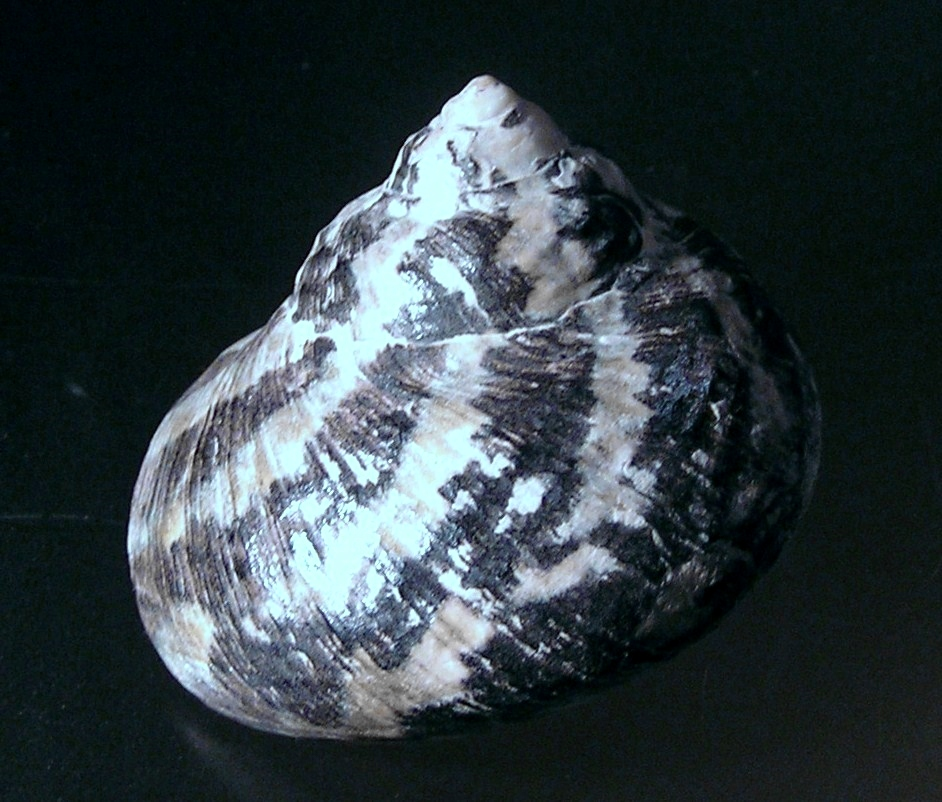